# Cyanotic
Cyanotic var et death metal band, der dannedes i 1992 i Næstved af blandt andet de tiloversblevne medlemmer fra henholdsvis Funeral Dirge og Beyond Perception. Det tidlige lineup var således Kresten Kock (lead guitar), Martin Olsen (guitar), Claus Larsen (bass og vokal) og Niels Jørgensen (trommer).
- I 1992 udgav bandet demoet The Chasm Within, som høstede fine nationale såvel som internationale anmeldelser. Demoet blev indspillet på Musikfabrikken Phønix på en 8-sporsbåndoptager af bandet selv med assistance fra Claes W Sørensen. Stilen var death metal, og en enkelt skæring fra demoet fik plads på sampler cd'en "fuck you, we're from denmark 2". Sampleren blev udgivet af det dengang relativt nye pladeselskab Progress Records.
- I 1994/95 forlod Kresten Kock bandet, og Jacob Krogholt ovetog hans plads. Samtidig indtrådte Jan Rasmussen som vokalist, således at bandet nu var udvidet med et medlem.
- I 1995 udgav bandet demoet Promo 95, som siden gav dem en kontrakt med Nordic Metal.
- I 1996 udkom fuldlængdealbummet Sapphire Season. Det var produceret af Jacob Hansen (Invocator) og høstede stor opmærksomhed og anerkendelse generelt.
- I 1997 opløstes bandet. Jacob Krogholt fortsatte siden i Withering Surface, hvori Niels Jørgensen også for en kortere periode var medlem.

Claus Larsen leverede i 2003 det tekstmæssige materiale til Invocators comeback album: Through the Flesh to the Soul. Et andet stykke lyrik, this white storm through my mind anvendtes på det progressive metalband Anubis Gate 2007 udgivelse Andromeda Unchained

I 2008 gendannedes bandet for en kort optræden på Danmarks radios P3.
- Kort biografi på Encyclopaedia Metallum